# ديريك بي. ميلر
ديريك بي. ميلر (بالإنجليزية: Derek B. Miller)‏ هو كاتب أمريكي، ولد في 1970 في بوسطن في الولايات المتحدة.